# Masalia joiceyi
Masalia joiceyi är en fjärilsart som beskrevs av Louis Beethoven Prout 1921. Masalia joiceyi ingår i släktet Masalia och familjen nattflyn. Inga underarter finns listade i Catalogue of Life.